# Бутенко, Владимир Сергеевич
Владимир Сергеевич Бутенко (12 ноября 1948, Днепропетровск — 11 апреля 2022, Одесса) — советский футболист, выступавший на позиции нападающего и полузащитника. Сыграл 6 матчей в высшей лиге СССР.

## Биография
Воспитанник футбольной команды Завода им. Карла Либкнехта (Днепропетровск), первый тренер — Назаров. В 1967 году был в заявке главной команды города — «Днепра», но на поле не выходил.
В 1968 году выступал за целиноградское «Динамо», из этого клуба был приглашён в состав московского «Динамо». В составе бело-голубых дебютировал в высшей лиге 23 сентября 1968 года в матче против «Крыльев Советов», выйдя на замену на 70-й минуте вместо Геннадия Гусарова. Всего за основной состав «Динамо» сыграл два матча в 1968 году, а за дубль команды в 1968—1969 годах сыграл 35 матчей и забил 7 голов.
В 1970—1971 годах выступал за «Кривбасс». Стал победителем турнира второй лиги 1971 года, причём в финальном матче против смоленской «Искры» забил решающий гол.
С 1972 года выступал за одесский «Черноморец», с этой командой поднялся из первой лиги в высшую, однако на высшем уровне не закрепился, сыграв в 1974 году только 4 матча.
В конце карьеры выступал за николаевский «Судостроитель» и одесский СКА, а затем несколько лет играл на любительском уровне за одесское «Такси».